# Alfred von Franck

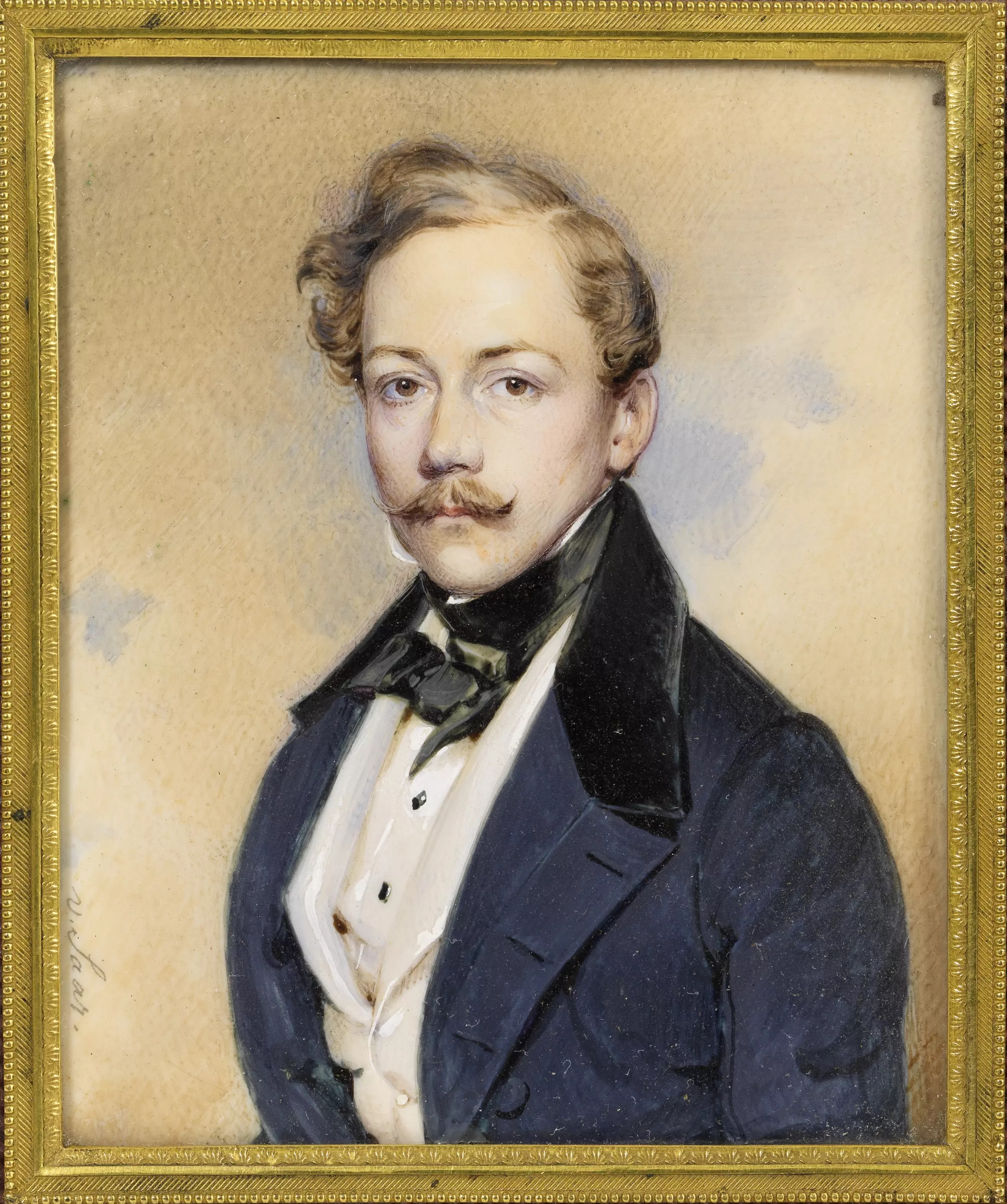
Alfred von Franck (porträtiert von Karl von Saar, um 1835)

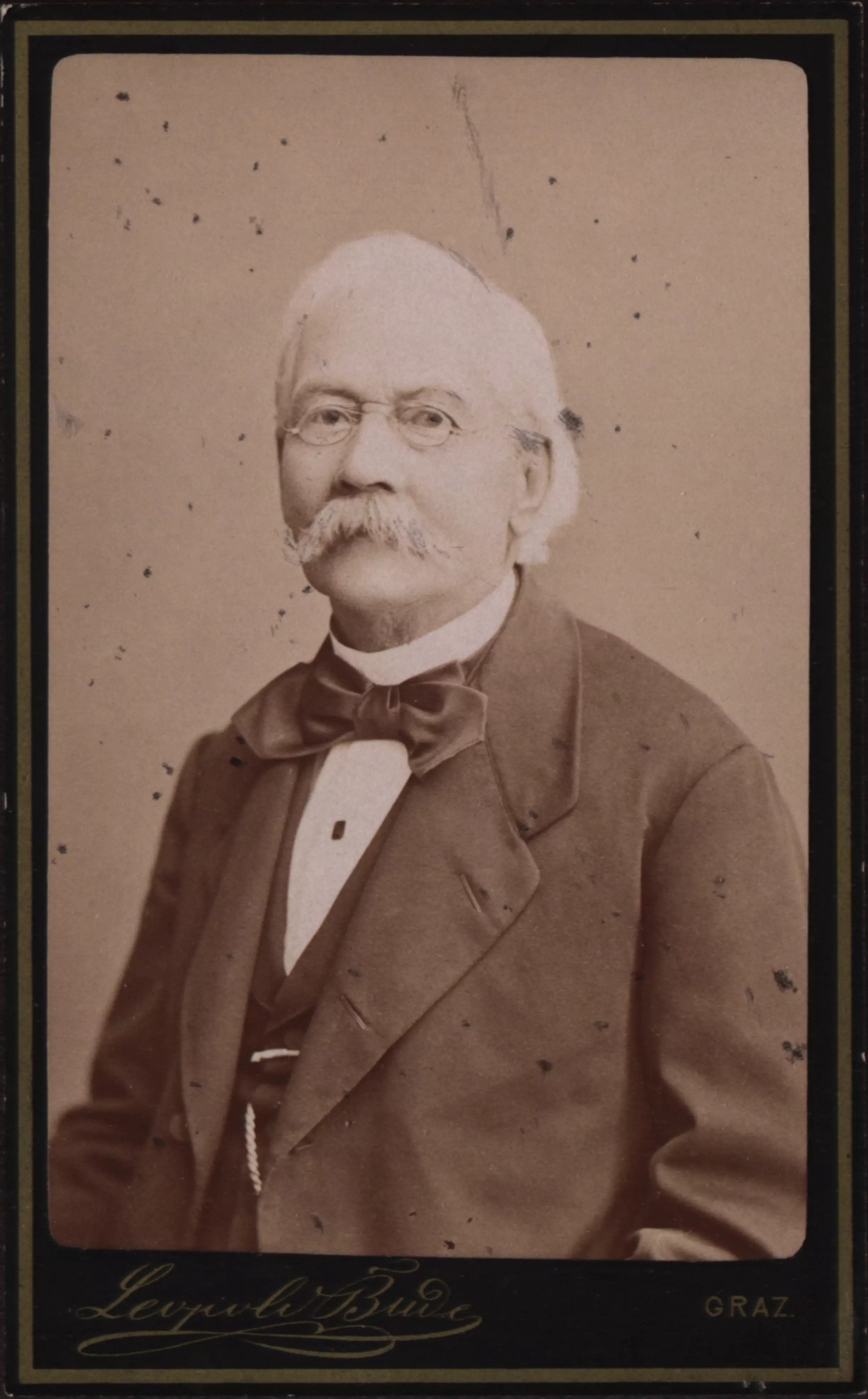
Alfred von Franck (um 1880)

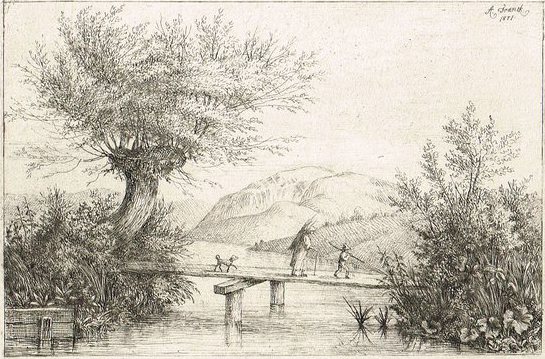
Flusslandschaft mit Brücke, Radierung von Alfred von Franck (1871)

Alfred Ritter von Franck (* 3. März 1808 in Wien; † 4. Dezember 1884 in Graz) war ein österreichischer Maler, Radierer, Lithograf und Kunstprofessor.

## Leben
Alfred von Franck war der drittälteste Sohn des Wiener Bankiers Johann Jacob von Franck und zugleich der um ein Jahr jüngere Bruder des Schriftstellers Gustav von Franck. Er besuchte die k.k. Ingenieur-Akademie in Wien. 1826 trat er als Fähnrich in das Heer ein, quittierte jedoch 1832 den Dienst, um sich bis zu seinem Wiedereintritt in den Heeresdienst 1844 mit bildender Kunst zu beschäftigen. Während seiner Militärzeit gehörte er als k.k. Major dem 12. Infanterieregiment an.
Von 1849 bis 1856 unterrichtete Alfred von Franck als Professor für Freihand- und Situationszeichnen, Terrainlehre und Mappierung an der Militär-Akademie in Wiener Neustadt und am Militär-Lehr-Institut. Er erteilte unter anderem dem jungen Kaiser Franz Josef I. von Österreich Kunstunterricht. 
Als Pensionär lebte Alfred von Franck ab 1856 in Graz, wo er weiterhin künstlerisch tätig war und 1884 starb. 
Er war mit Caroline Scholz, der Tochter des berühmten Schauspielers Wenzel Scholz, verheiratet und stand daher auch in Kontakt mit Johann Nestroy.

## Werk
Alfred von Franck malte Ölgemälde (einschließlich Miniaturen) und Aquarelle. Als Grafiker schuf er Radierungen, Galvanografien und Lithografien, von denen einige in die Sammlungen der Albertina und Hamburger Kunsthalle aufgenommen wurden. Zu seinen bevorzugten Motiven gehörten Landschaften, Veduten, Genreszenen, Porträts, Tier- und Pflanzenstudien. Der österreichische Kunstverein stellte im August 1853 fünfundzwanzig seiner mit Bleistift gezeichneten Landschaften aus. 
Alfred von Franck wirkte auch als Restaurator (Gemälde, Gegenstände der Kleinkunst) sowie Kunst- und Altertumssammler (u. a. antike Terrakotten). Zum Teil stammen die Objekte von Ausgrabungen, die er selbst in Kettlach (Köttlach) durchführte. Seine Sammlung von Zeichnungen und Aquarellen wurde 1889 im Frankfurter Auktionshaus Prestel versteigert und ging später in Kollektionen wie der des British Museum auf.
Werke (Auswahl)
- Ansicht von Preßburg, 1833, Öl, Städtische Galerie Bratislava
- Alter Geiger mit singendem Kind, 1838, Radierung[2]
- Dodo, 1847, Radierung, 125 × 95 mm, Hamburger Kunsthalle, Kupferstichkabinett
- Ein Hund macht Männchen, 1847, Radierung, 70 × 60 mm, Hamburger Kunsthalle, Kupferstichkabinett
- Hyeres, 1848, Radierung, 108 × 132 mm, Hamburger Kunsthalle, Kupferstichkabinett
- Eine Hütte an einem Ententeich, 1848, Radierung, 157 × 217 mm, Hamburger Kunsthalle, Kupferstichkabinett
- Altes Haus in Welkersdorf, 1852, Radierung 40 × 70 mm, Hamburger Kunsthalle, Kupferstichkabinett
- Eine Frau mit Korb auf einem Weg, daneben eine Hütte, 1874, 155 × 155 mm, Hamburger Kunsthalle, Kupferstichkabinett